# Leo Sachs
Leo Sachs (em hebraico:  ליאו זקס; Lípsia, 14 de outubro de 1924 — 12 de dezembro de 2013) foi um biólogo molecular e pesquisador do câncer israelense nascido na Alemanha. Natural de Lípsia, emigrou para a Inglaterra em 1933, seguindo para Israel em 1952. Juntou-se ao Instituto Weizmann de Ciência, onde fundou o Departamento de Genética.
Sua ida à Inglaterra com sua família em 1933 deu-se pela ascensão de Adolf Hitler ao poder. Em 1952, recebeu um B.Sc. da Universidade de Bangor. Seu sonho era ajudar a estabelecer um kibutz na Palestina, como consta em sua atuação por dois anos como lavrador, ordenhando vacas. Porém, as portas para a Palestina foram praticamente fechadas pelos britânicos, fazendo com que Sachs começasse a estudar botânica agrícola e com que se fascinasse pela genética. Em 1951, tornou-se Ph.D. em genética pela Universidade de Cambridge.

## Publicações
- Sachs: The adventures of a biologist: Prenatal diagnosis, hematopoiesis, leukemia, carcinogenesis and tumor suppression, Foundations in Cancer Research. Adv. Cancer Res., Band 66, 1995, S. 1–40.
- Sachs: The control of growth and differentiation in normal and leukemic blood cells, Cancer, Band 65, Mai 1990, S. 2196–2206.